# Comuna Vođinci, Vukovar-Srijem
Vođinci este o comună în cantonul Vukovar-Srijem, Croația, având o populație de 1.966 de locuitori (2011).

## Demografie
Componența etnică a comunei Vođinci
     Croați (99,69%)
     Necunoscut (0%)
     Neclasificat (0,2%)
Componența confesională a comunei Vođinci
     Catolici (99,59%)
     Necunoscută (0,15%)
     Alte religii (0,25%)
Conform recensământului din 2011, comuna Vođinci avea 1.966 de locuitori. Din punct de vedere etnic, majoritatea locuitorilor (99,69%) erau croați. Din punct de vedere confesional, majoritatea locuitorilor (99,59%) erau catolici. Pentru 0,15% din locuitori nu este cunoscută apartenența confesională.